# Листопадове
Листопа́дове — село в Україні, у Новомиргородській міській громаді Новоукраїнського району Кіровоградської області, розташоване на правому березі річки Турії (права притока Великої Висі, у розмовній мові — Гептурка). Населення — 1 198 чоловік. Колишній центр Листопадівської сільської ради.

## Географія

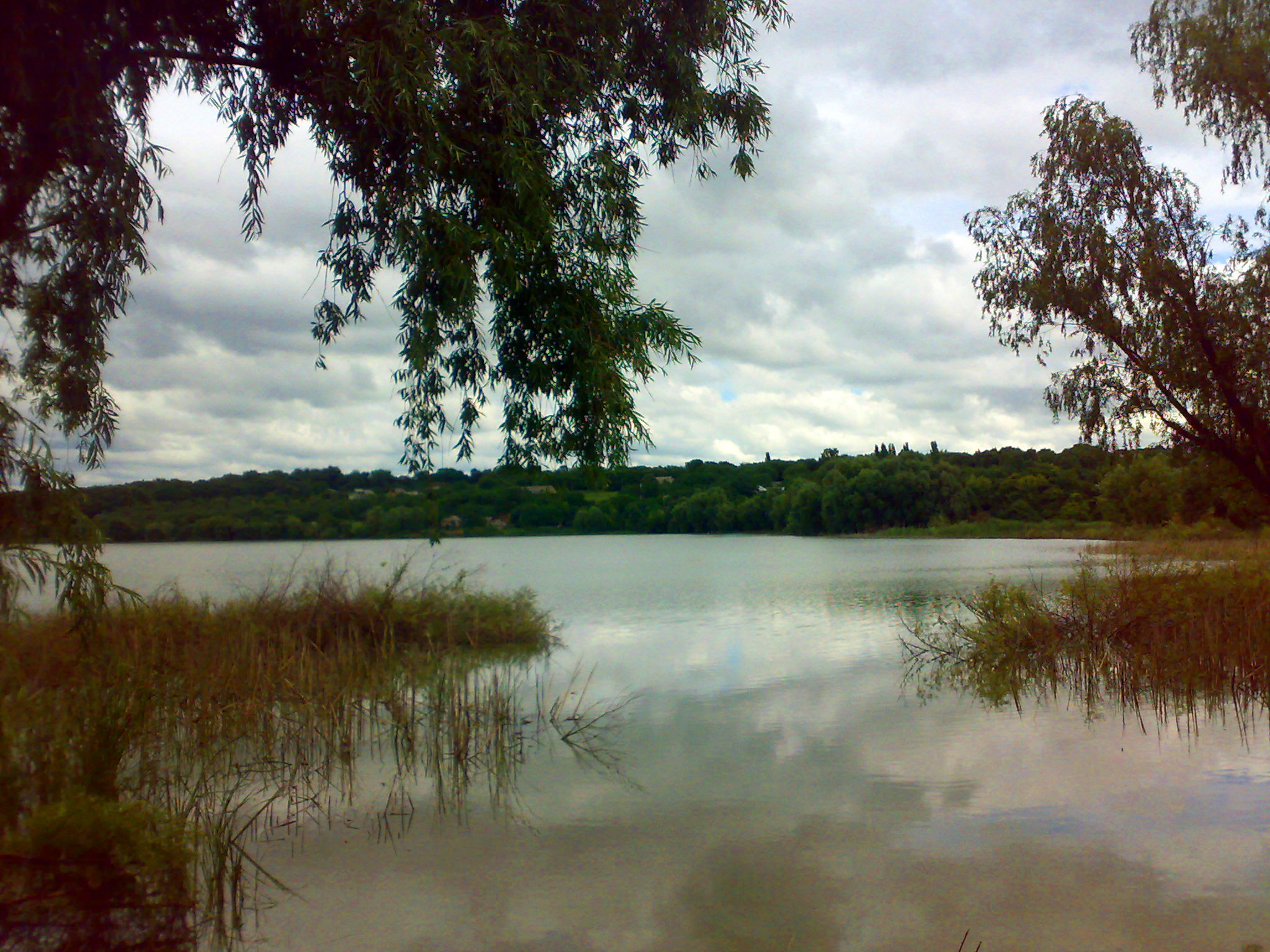
Листопадівський став

Село розташоване на підвищенні, утвореному високим берегом Листопадівського ставу. Ландшафт села перемінний, пологі улоговини в нижній частині схилів чергуються зі стрімкими схилами ярів.
Від Новомиргорода Листопадове відділене греблею через річку Турія. Відстань до центральної частини районного центру — 5 км, до Кропивницького — 86 км.
Клімат помірний, континентальний.
Поблизу села знаходяться значні поклади глини, придатної для виготовлення цегли.

## Історія
Листопадове засноване 1772 року втікачами з Полтавщини та Поділля.
У 1791 році Листопадове від князя Потьомкіна, що викупив ці землі у Любомирських, переходить до генерала Висоцького.
В першій половині XIX століття генералом Висоцьким було збудовано греблю на річці Турія. З лютого 1833 року Листопадове та Краснянка переходять у власність братів Лопухіних.
Після реформи 1861 року життя мешканців активізувалось, чому значною мірою цьому сприяла близькість златопільського ринку, а з 1914 року — залізничної станції. У 1889 році в обох селах існувала одна православна церква, церковно-приходська школа, чотири млини та дві кузні.
На бажання віруючих правити службу українською мовою і не підпорядковуватись Московському Патріархату на підставі постанови Президії Церковної Ради від 7 липня 1921 року парафія Церкви Різдва Пресвятої Богородиці села Листопадового за № 2.205 від 14 липня 1921 року приєднана до Всеукраїнської Спілки Православних Парафій, тобто стала парафією УАПЦ.
На фронтах Другої світової війни загинуло 103 листопадівських воїни.
В 1967 році в селі було збудовано сучасне приміщення школи.

## Місцевості
- Красня́нка — північно-східна частина Листопадового (вздовж вулиці Перемоги), колишнє село. Нині інша його частина входить до складу сусідньої Турії.
- Ковалі́вка — південна частина села, район вулиці Калашника.

## Населення
Станом на 1808 рік в селі налічувалось 79 дворів та 658 мешканців.
У 1864 році населення Листопадового становило 1212 чоловік.
У 1889 році в Листопадовому та Краснянці в 275 дворах мешкало 1748 чоловік.
Станом на 1970 рік, у селі проживало 1480 осіб.
Згідно з переписом УРСР 1989 року чисельність наявного населення села становила 1256 осіб, з яких 579 чоловіків та 677 жінок.
За переписом населення України 2001 року в селі мешкали 1234 особи.
Станом на 1 січня 2015 року, у селі проживає 1198 осіб.
| 1808 | 1864 | 1889 | 1970 | 2001 | 2015 |
| ---- | ---- | ---- | ---- | ---- | ---- |
| 658  | 1212 | 1748 | 1480 | 1234 | 1198 |
|      | ▲    | ▲    | ▼    | ▼    | ▼    |

### Мова
Розподіл населення за рідною мовою за даними перепису 2001 року:
| Мова       | Відсоток |
| ---------- | -------- |
| українська | 99,43 %  |
| російська  | 0,57 %   |

## Інфраструктура
На території села працює школа, дошкільний навчальний заклад, фельдшерсько-акушерський пункт, бібліотека та сільський будинок культури. Діє поштове відділення, п'ять магазинів та кафе-бар «Калина». Село повністю газифіковане.

### Сільське господарство
Землі сільськогосподарського призначення на території сільської ради обробляє ТОВ «Агрокапітал-Кіровоград», до складу якого у 2008 році увійшло місцеве селянсько-фермерське господарство «Стожари».
На сільському ставку широко розвивається рибальство.

### Вулиці
В Листопадовому налічується 10 вулиць та 2 провулки:
- Жовтневий пров.
- Калашника вул.
- Карла Маркса вул.
- Квітковий пров.
- Молодіжна вул.
- Набережна вул.
- Нова вул.
- Перемоги вул.
- Соборна вул. (колишня Леніна)
- Степова вул.
- Шевченка вул.
- Щаслива вул. (колишня Щорса).[8]

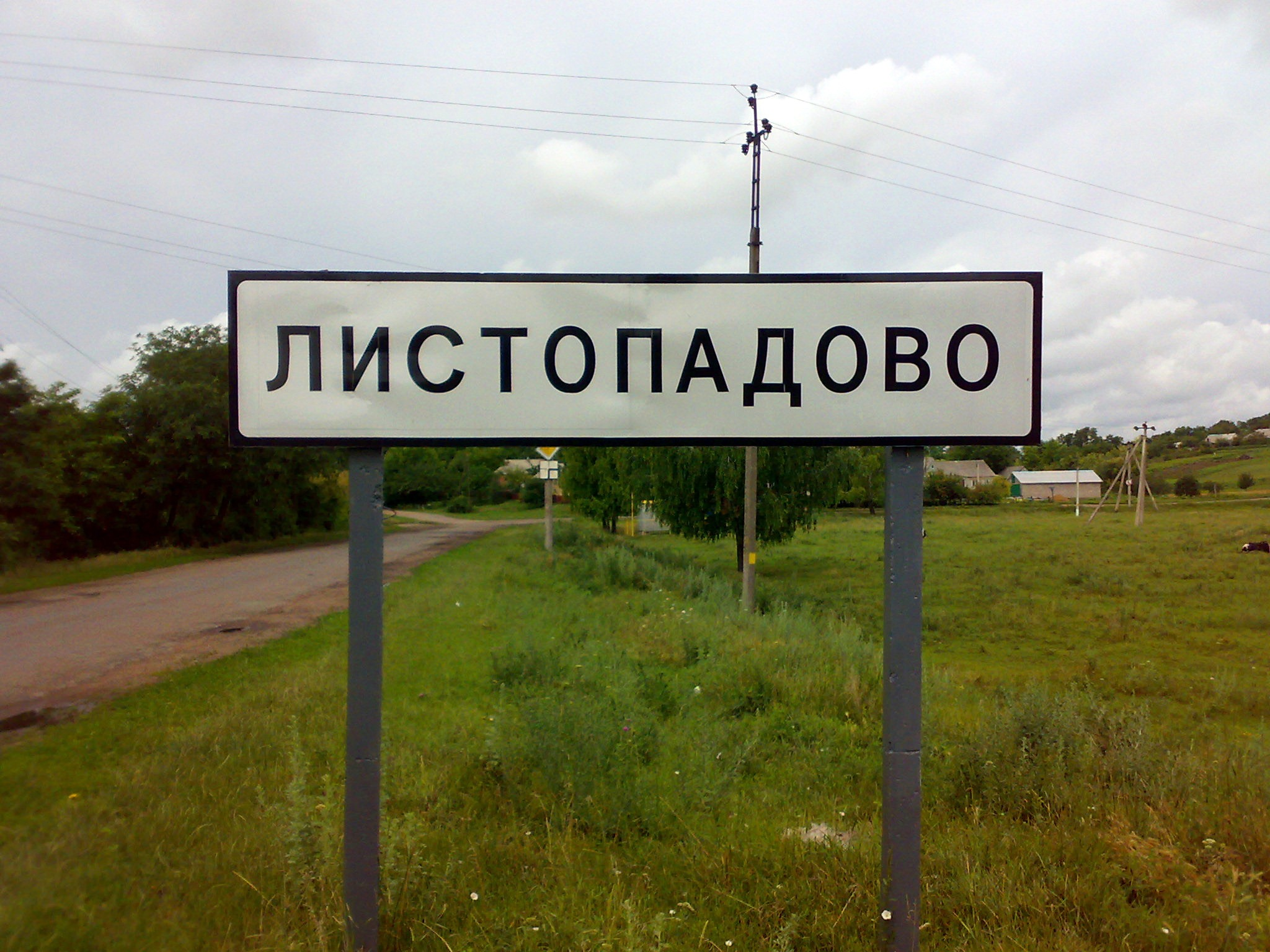
Вказівник на в'їзді до села з боку райцентру

Загальна протяжність вулиць — 14 км. Більшість з них (11,2 км) мають тверде покриття; вул. Шевченка вимощена бруківкою.

### Транспорт
Через село проходить міжобласна автомобільна дорога Т 2401 (Городище — Устинівка).
Регулярні перевезення здійснюють рейсові автобуси сполученням:
- Новомиргород—Київ
- Кропивницький—Київ
- Мала Виска—Київ
- Турія—Кропивницький
- Капітанівка—Кропивницький

## Церкви
В перші роки заснування села у Листопадовому була збудована невелика церква. Наприкінці XVIII століття, у період масового заселення, через дорогу від старої церкви було збудовано просторішу, дерев'яну, з кам'яним фундаментом та бляшаною покрівлею. Нині це територія між адміністративним корпусом СФГ «Стожари» і братською могилою. Церква Різдва Пресвятої Богородиці проіснувала до 1960-их років. Приміщення використовувалось як комора колгоспу «Комуніст», а згодом було спалене. Про існування церкви на колишньому дворищі нагадує берест (дуже обгорів, але досі зеленіє) і хрест, освячений 31 жовтня 2004 року.
20 вересня 2014 року, напередодні храмового свята, у Листопадовому було урочисто освячено новозбудовану каплицю на честь Різдва Божої Матері, встановлену на місці спаленої церкви за кошти мешканців села та місцевих підприємців.

## Пам'ятники
| Назва                                                       | Розташування                       | Дата встановлення | Фото | Короткі відомості |
| Воїнів, загиблих у Другій світовій війні, братська могила   | по вул. Перемоги                   |                   |      | На плиті під постаментом вказані особи та дати загибелі 8 радянських солдат. Поруч з могилою розташований сучасний стенд зі списком всіх загиблих воїнів села.                                                                                  |
| Воїнів, загиблих у Другій світовій війні, братська могила   | по вул. Леніна, поряд з кладовищем |                   |      | Тут поховано 36 радянських солдат. На плиті під постаментом вказані особи та дати загибелі 10 з них. |
| Тарасові Шевченку, бюст                                     | у саду в центрі села               |                   |      | Бюст Тарасу Шевченку в центрі села встановлено на постаменті замість колишнього бюсту В.І. Леніна після 2014 року. |
| Невідомого солдата, могила                                  | по вул. Леніна, поблизу кладовища  |                   |      | |
| Пам'яті жертв Голодомору, хрест                             | на місцевому кладовищі             |                   |      | |
| Членам підпільно-диверсійної організації, меморіальна дошка | на будинку по вул. Перемоги, 151   |                   |      | Меморіальну дошку учасникам підпільно-диверсійної організації, що діяла у селі в роки Другої світової війни під керівництвом П.Ф. Калашника та П.П. Ткаченка, урочисто відкрито 8 травня 1996 року на фасаді будинку підпільниці Ярини Совенко. |

## Культура
- Листопадівський сільський будинок культури;
- Народний аматорський фольклорний автентичний колектив «Берегиня» (художній керівник — Олександр Помпа).

## Відомі люди
- Калашник Яків Петрович (1927–1967) — художник.[12]

Листопадове у своєму щоденнику згадує Павло Тичина, який проїздив тут 1920 року з капелою Кирила Стеценка дорогою до Златополя та Новомиргорода.